# 下小田中
下小田中（しもこだなか）は、神奈川県川崎市中原区の町名。現行行政町名は下小田中1丁目から6丁目で、住居表示実施済区域。

## 地理
中原区の南西部に位置し、全体が多摩川の作った沖積平野である。北部を中原街道（神奈川県道45号丸子中山茅ヶ崎線）が横断し、南西端を江川が流れている。土地利用としては昭和60年代以降住宅が急増し、激減したものの農地と共存する環境となっている。また、中原街道沿いには商店も軒を連ねている。
下小田中は北東端で南武線を概ねの境界として上小田中と、東端で今井西町・木月大町と、南端で井田三舞町・井田杉山町と、南西端で江川を挟んで高津区の明津・子母口と、西端で下新城・新城中町と接する（特記のない町域は中原区所属）。

### 地価
住宅地の地価は、2025年（令和7年）1月1日の公示地価によれば、下小田中2-6-6の地点で50万3000円/m²、下小田中2-41-6の地点で41万9000円/m²、下小田中4-18-40の地点で38万6000円/m²、下小田中6-17-14の地点で35万6000円/m²となっている。

## 歴史

### 中世
中世以前の当地は、上小田中と一体の、「小田中郷」であった。小田中が上小田中と下小田中に分かれたのは、1540年前後（天文10年前後）だと考えられている。また、世田谷吉良氏の家人であった内藤氏が当地に戸隠大明神を勧請している。

### 江戸時代
江戸時代の当地はもともと天領であったが、一部が旗本領になったり、天領と一部の旗本領が増上寺へ寄進されるなど、領主は変遷を繰り返した。なお、内藤氏は当地で帰農し、名主として村政に携わっている。村高は、正保年間の『武蔵田園簿』で708石4斗あまり、『元禄郷帳』で746石4斗あまり、『天保郷帳』で747石、幕末の『旧高旧領取調帳』で749石あまりというように推移していた。水利としては井田堀が使われ、江川へと排水されていたが、その江川は度々氾濫を起こしていた。
当地はもともと広漠な地で、子母口からの移住があったと残っているが、後に将軍の鷹場に指定され、家の建築などもままならない状況となっていた。農閑期には草履や菰、素麺などが作られた。また、元禄以降、中農層（石高5～9石）の解体が進み、貧富の差が拡大していった。

### 明治以降
明治維新後の当地は神奈川県に属し、行政上は下小田中村→中原村→中原町→川崎市と推移していった。東京近郊に位置するという地の利もあって、大正時代には野菜作りが盛んとなったが、昭和恐慌のあおりを受けて不況に陥り、1戸あたりの赤字が年当たり45円（米9俵相当）にまでなる事態となってしまった。この状況への対策として、農作業の共同化・低地に合ったキュウリや白ウリの栽培などを行い、特に後者は品質が市場で認められるまでに至った。
また、1885年（明治18年）には私立で時習黌という学校が設置され、橘樹郡はもちろんのこと、東京や横浜、遠くは福井県からの入学者もあり、1943年（昭和18年）の廃校まで、3000人余りの卒業生を送り出した。
戦後には食糧不足の結果当地に植えられたジャガイモからモザイク病が広がり、野菜作りに支障をきたすようになってしまった結果、花づくりに転換する農家が続出した。当地は高度経済成長期にも開発に巻き込まれず、中原区で農業従事者のいちばん多い地域となっていたが、交通の便も良いという立地もあり、副業として貸アパートや駐車場の経営も行われていた。その後、1980年代から急激な宅地化が進行していった。なお、1954年（昭和29年）から農業経営の効率化のために土地改良事業が行われ、状況の変化に振り回されつつも1973年（昭和48年）に完成した。このときに作られた道路などは、昭和末期以降の市街化後も生活基盤として役立っている。

### 沿革
- 1164年（長寛2年）- 「大江某注進状」に「小田中」の名が見える。
- 永正年間 - 内藤氏が当地に移る[14]。
- 1514年（永正11年）- 内藤氏が当地に戸隠大明神を勧請する[6]。
- 1590年（天正18年）- 徳川家康が江戸に入府。当地は天領となる[6]。
- 慶長年間 - 一部が旗本領となる[6]。
- 1626年（寛永3年）- 御鷹場に指定される[6]。
- 1639年（寛永16年）- 大戸神社が建てられる[14]。
- 1705年（宝永2年）- 天領と旗本の簗田氏領が桂昌院・清揚院の念仏料として増上寺に寄進される[25]。
- 1868年（明治元年）- 明治維新。当地は神奈川県所属となる。
- 1874年（明治7年）- 大区小区制施行により、当地は第5大区第3小区に属する[15]。
- 1889年（明治22年）- 町村制の施行により中原村が成立。下小田中はその大字となる[15]。
- 1908年（明治41年）- 村内の神社が大戸神社に合祀される[26]。
- 1917年（大正6年）- 電気が引かれる[15]。
- 1933年（昭和8年）- 住吉村の一部と中原村が合併して、中原町を新設。中原町下小田中となる。
- 1941年（昭和16年）- 沖電線の工場が進出[15]。
- 1954年（昭和29年）- 土地改良事業が始まる（1973年完成）。
- 1972年（昭和47年）- 川崎市が政令指定都市に移行し、当地は中原区下小田中となる。
- 1979年（昭和54年）- 一部が下新城に編入される[27]。
- 1990年（平成2年）- 下小田中のほとんどに住居表示が実施され、下小田中一丁目～六丁目となる。
- 1996年（平成8年）- 隣接する上小田中の住居表示実施に伴い、残部でも住居表示が実施される[28]。そして、実施された区域のうち、その中の一部が上小田中に編入された[28]。

### 町域の新旧対照
下小田中が住居表示を施行する前の字は、以下のようになっていた。なお、特記のない字はその一部が現町丁に含まれている。また、下小田中字北島・字上東の各一部は1996年に住居表示が行われ、一部が上小田中に、一部が下小田中二丁目に編入されている。
| 現町丁        | 住居表示施行前の字・町丁               |
| ------------- | -------------------------------------- |
| 下小田中1丁目 | 下小田中字上耕地（全部）               |
| 下小田中2丁目 | 下小田中字北島・字上東                 |
| 下小田中3丁目 | 下小田中字下東・字西村（どちらも全部） |
| 下小田中4丁目 | 下小田中字中村（全部）                 |
| 下小田中5丁目 | 下小田中字西ノ辺（全部）               |
| 下小田中6丁目 | 下小田中字小関（全部）                 |

## 世帯数と人口
2025年（令和7年）6月30日現在（川崎市発表）の世帯数と人口は以下の通りである。
| 丁目          | 世帯数     | 人口     |
| ------------- | ---------- | -------- |
| 下小田中1丁目 | 2,435世帯  | 4,127人  |
| 下小田中2丁目 | 2,629世帯  | 5,086人  |
| 下小田中3丁目 | 2,629世帯  | 5,086人  |
| 下小田中4丁目 | 1,975世帯  | 4,005人  |
| 下小田中5丁目 | 1,263世帯  | 2,862人  |
| 下小田中6丁目 | 2,341世帯  | 4,893人  |
| 計            | 13,314世帯 | 26,232人 |

### 人口の変遷
国勢調査による人口の推移。
| 年                 | 人口   |
| ------------------ | ------ |
| 1995年（平成7年）  | 18,943 |
| 2000年（平成12年） | 20,971 |
| 2005年（平成17年） | 22,851 |
| 2010年（平成22年） | 24,214 |
| 2015年（平成27年） | 25,634 |
| 2020年（令和2年）  | 26,364 |

### 世帯数の変遷
国勢調査による世帯数の推移。
| 年                 | 世帯数 |
| ------------------ | ------ |
| 1995年（平成7年）  | 9,054  |
| 2000年（平成12年） | 9,691  |
| 2005年（平成17年） | 10,475 |
| 2010年（平成22年） | 11,483 |
| 2015年（平成27年） | 11,997 |
| 2020年（令和2年）  | 12,481 |

## 学区
市立小・中学校に通う場合、学区は以下の通りとなる（2022年3月時点）。
| 丁目          | 番・番地等        | 小学校                 | 中学校               |
| ------------- | ----------------- | ---------------------- | -------------------- |
| 下小田中1丁目 | 全域              | 川崎市立大戸小学校     | 川崎市立西中原中学校 |
| 下小田中2丁目 | 全域              | 川崎市立大戸小学校     | 川崎市立西中原中学校 |
| 下小田中3丁目 | 1～24番 31番      | 川崎市立大戸小学校     | 川崎市立西中原中学校 |
| 下小田中3丁目 | 25～30番 32～35番 | 川崎市立下小田中小学校 | 川崎市立西中原中学校 |
| 下小田中4丁目 | 全域              | 川崎市立大戸小学校     | 川崎市立西中原中学校 |
| 下小田中5丁目 | 1～14番           | 川崎市立大戸小学校     | 川崎市立西中原中学校 |
| 下小田中5丁目 | 15～16番          | 川崎市立下小田中小学校 | 川崎市立西中原中学校 |
| 下小田中6丁目 | 11～33番          | 川崎市立下小田中小学校 | 川崎市立西中原中学校 |
| 下小田中6丁目 | 1～10番           | 川崎市立大戸小学校     | 川崎市立西中原中学校 |

## 事業所
2021年（令和3年）現在の経済センサス調査による事業所数と従業員数は以下の通りである。
| 丁目          | 事業所数  | 従業員数 |
| ------------- | --------- | -------- |
| 下小田中1丁目 | 114事業所 | 1,061人  |
| 下小田中2丁目 | 133事業所 | 3,076人  |
| 下小田中3丁目 | 73事業所  | 627人    |
| 下小田中4丁目 | 36事業所  | 243人    |
| 下小田中5丁目 | 33事業所  | 259人    |
| 下小田中6丁目 | 69事業所  | 617人    |
| 計            | 458事業所 | 5,883人  |

### 事業者数の変遷
経済センサスによる事業所数の推移。
| 年                 | 事業者数 |
| ------------------ | -------- |
| 2016年（平成28年） | 418      |
| 2021年（令和3年）  | 458      |

### 従業員数の変遷
経済センサスによる従業員数の推移。
| 年                 | 従業員数 |
| ------------------ | -------- |
| 2016年（平成28年） | 5,343    |
| 2021年（令和3年）  | 5,883    |

## 交通

### 鉄道
当地の北東端をJR南武線が通過しており、武蔵中原駅が利用可能である。また、当地の地下を武蔵野南線が通過しているが、同線は貨物線であり、また当地から同線を利用可能な駅設備も存在しない。

### 道路

当地を通る中原街道

中原街道（神奈川県道45号丸子中山茅ヶ崎線）が北部を横断するほか、南武線に並行して南武沿線道路が走っている。

### 路線バス

「しもおだなか」となっているバス停

東急バス・川崎市交通局の2事業者が中原街道経由のバスを運行しているほか、川崎鶴見臨港バスが武蔵中原駅と新川崎駅を結ぶバスを運行している。なお、川崎鶴見臨港バスが当地に「下小田中」というバス停を設置しているが、読みは「しもおだなか」となっている。

## 施設
- 沖電線本社
- 中原区道路公園センター
- 中原警察署 下小田中交番

### 寺社

大戸神社

- 大戸神社
- 全龍寺
- 安楽寺

### 教育施設
- 川崎市立西中原中学校
- 川崎市立大戸小学校
- 川崎市立下小田中小学校
- 神奈川県立川崎高等職業訓練校（2008年廃止）

## その他

### 日本郵便
- 郵便番号 : 211-0041[3]（集配局 : 中原郵便局[41]）

### 警察
町内の警察の管轄区域は以下の通りである。
| 丁目          | 番・番地等 | 警察署     | 交番・駐在所 |
| ------------- | ---------- | ---------- | ------------ |
| 下小田中1丁目 | 全域       | 中原警察署 | 下小田中交番 |
| 下小田中2丁目 | 全域       | 中原警察署 | 下小田中交番 |
| 下小田中3丁目 | 全域       | 中原警察署 | 下小田中交番 |
| 下小田中4丁目 | 全域       | 中原警察署 | 下小田中交番 |
| 下小田中5丁目 | 全域       | 中原警察署 | 下小田中交番 |
| 下小田中6丁目 | 全域       | 中原警察署 | 下小田中交番 |

## 関連文献
- 「下小田中村」『新編武蔵風土記稿』 巻ノ65橘樹郡ノ8、内務省地理局、1884年6月。NDLJP:763984/38。